# SdLL
Ne doit pas être confondu avec SELL.
SdLL est un éditeur et distributeur de jeux vidéo, sigle de Société de distribution de logiciels de loisirs. SdLL est une filiale du groupe Micro Application, créée en 2005. La société a pour but principal de vendre des jeux du groupe Micro App qui n'entrent pas dans la ligne éditoriale du catalogue de l'éditeur.

## Liste des jeux importants
- Red Orchestra: Ostfront 41-45 (2006)
- El Matador (2006)
- GTI Racing (2006)
- Magic Puzzle (2006)